# Forte de São Roque (Ponta Delgada)

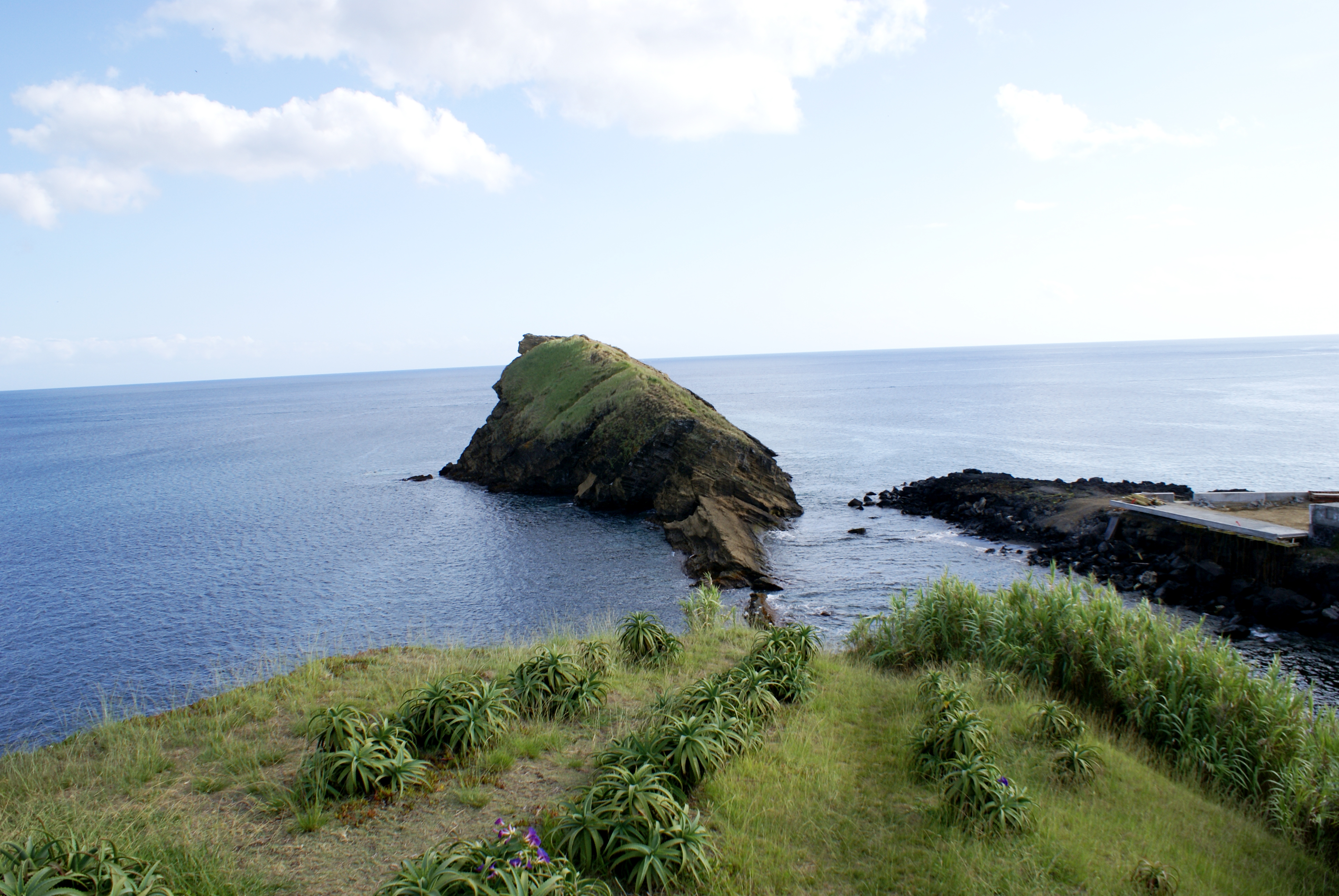
Ilhéu de São Roque, Ponta Delgada.

O Forte de São Roque localizava-se fronteiro ao ilhéu de Rosto de Cão, na freguesia de São Roque, no concelho de Ponta Delgada, na costa sudeste da ilha de São Miguel, nos Açores.
Em posição dominante sobre este trecho do litoral, constituiu-se em uma fortificação destinada à defesa deste ancoradouro contra os ataques de piratas e corsários, outrora frequentes nesta região do oceano Atlântico.

## História
No contexto da Guerra da Sucessão Espanhola (1702-1714) encontra-se referido como "O Reduto de S. Roque." na relação "Fortificações nos Açores existentes em 1710".
Esta estrutura não chegou até aos nossos dias.